# الر، بخش نالگوندا
الر، بخش نالگوندا (به انگلیسی: Aler, Nalgonda district) یک منطقهٔ مسکونی در هند است که در آندرا پرادش واقع شده‌است.

## خصوصیات
الر ۱l نفر جمعیت دارد و ۳۶۱ متر بالاتر از سطح دریا واقع شده‌است.